# Tom Engström
Tom Christer Engström, född 28 oktober 1942, död 21 december 2024, var en svensk journalist. Han arbetade inom Sveriges Radio och Sveriges Television mellan åren 1970 och 1987. Han arbetade till en början på TV-nytt i Stockholm och frilansade på Upplandsradion i Uppsala och på Vetenskapsredaktionen i Stockholm.
Efter examen på Journalisthögskolan fick Engström tjänst som Ekoredaktionens vetenskaplige medarbetare. Några år senare anställdes han på vetenskapliga redaktionen på Sveriges Radio. Under Katarina Ahnlunds redaktionsledning var Engström med om att 1974 skapa programmet Vetandets värld, vilket ersatte programmet Sesam som då leddes av Per Ragnarson. Vid ombildningen av Sveriges Radio till Riksradion blev Engström biträdande redaktionschef på allmänna redaktionen. Under denna tid tjänstgjorde Engström då och då på Sveriges Television som medverkande i programmet Populär Vetenskap. Engström lämnade så småningom radion för att övergå till tjänst som rektor för Kursverksamheten vid Uppsala universitet. Efter några år där övergick Engström till egen verksamhet och var med om att starta den lokala TV-verksamheten i Uppsala med dagliga TV-sändningar på det lokala kabel-TV-nätet i Uppsala. Engström svarade bland annat under lång tid för att kommunfullmäktigesammanträdena i Uppsala direktsändes varje månad.
År 2018 utsågs Engström till ordförande i Riksförbundet för Öppna Kanaler i Sverige. 